# Histórias de Onça
Histórias de Onça é uma obra de literatura infantil, da escritora brasileira Ruth Guimarães, publicada originalmente pela editora Usina de Ideias.
A obra traz contos de base folclórica que são fruto do trabalho da autora em torno de histórias populares que coletou na cidade de Cachoeira Paulista.